# Johnny Hoes
Johannes Andreas Hoes, detto Johnny (Rotterdam, 19 aprile 1917 – Weert, 23 luglio 2011), è stato un cantante, compositore, paroliere produttore discografico, conduttore radiofonico e conduttore televisivo olandese, professionalmente in attività dagli anni cinquanta.
Soprannominato il "re della canzone popolare", fu autore di circa 2.000 canzoni  e ricevette per 200 volte il disco d'oro.  Detiene inoltre il record del singolo in lingua olandese più venduto di tutti i tempi.
Fu autore di canzoni d'amore, canzoni su marinai (la professione del padre), cowboys, ecc. e, dalla metà degli anni sessanta alla metà degli anni settanta, formò saltuariamente, assieme alla cantante Maria "Mary" Servaes-Bey alias  Zangeres Zonder Naam, il duo Johnny & Mary; fu inoltre fondatore della casa discografica Telstar.

## Biografia

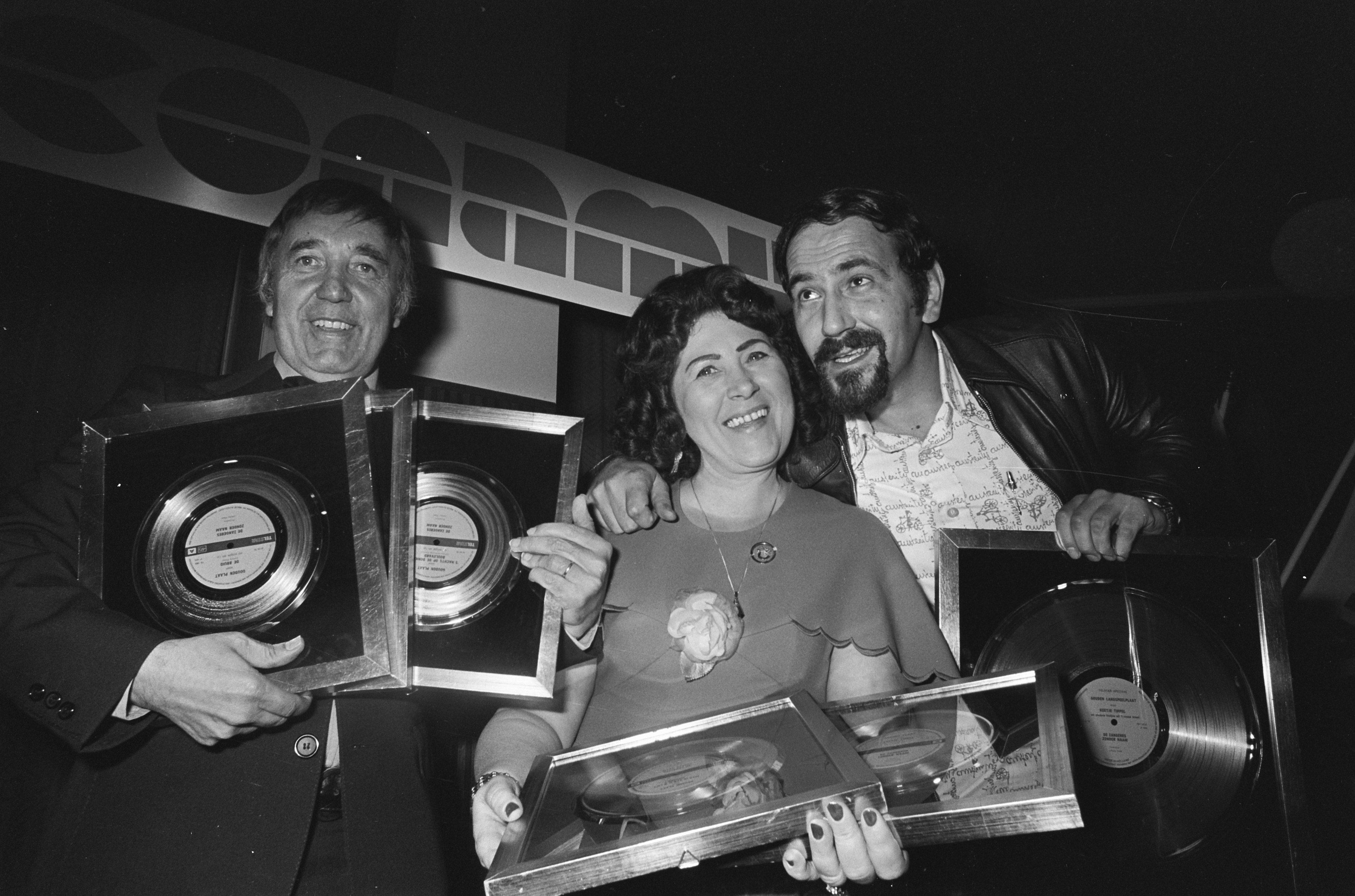
Johnny Hoes (a sinistra nella foto) nel 1975 assieme a Zangeres Zonder Naam

Johannes Andres Hoes nasce in una casa sulla Katendrecht a Rotterdam il 19 aprile 1917 da padre olandese e madre belga.
Da adolescente, si dedica al calcio. In seguito, dopo il diploma, forma assieme agli ex-compagni di liceo un gruppo musicale chiamato The Four Dutch Serenaders, gruppo che interpreta cover di gruppi statunitensi quali le Andrews Sisters e i Mills Brothers.
Durante l'occupazione nazista dei Paesi Bassi, nel corso della seconda guerra mondiale, è a guardia, con il grado di sergente, di un ponte a Tungelroy, nel comune limburghese di Weert. In quel periodo, conosce la futura moglie, Jacqueline Schepens.
Al termine della guerra, si esibisce in alcuni party in onore dei militari statunitensi.
All'inizio degli anni cinquanta, ispirato dalle canzoni dei marinai di Rotterdam compone delle canzoni, interpretate da cantanti quali Helma (De Cowboy-soldaat) e Eddy Christiani (De zeemanshart, incisa poi anche da Willy Alberti e Max van Praag).
Nel 1956, pubblica il suo primo singolo, intitolato De smokelaar e nel 1958 pubblica il suo primo album, intitoolato Johnny Hoes presenteert. e sempre a partire dal 1958, inizia a condurre su Radio Luxemburg il programma di successo Zonder naam.
Nel frattempo, nel 1957, scopre la cantante Maria "Mary" Servaes-Bey, nota al pubblica con la pseudonimo Zangeres Zonder Naam ("cantante senza nome"), con la quale inizierà una collaborazione ventennale.
Nel 1961, pubblica il singolo Och was ik maar bij moeder thuis gebleven, che, con 450 000 copie vendute, rimarrà il singolo olandese più venduto di tutti i tempi. Nello stesso anno, in collaborazione con il paroliere Jaap Valkhof compone per la squadra di calcio di cui è tifoso, il Feyenoord, l'inno Hand in hand, kameraden.
Due anni dopo, fonda assieme alla figlia Jacqui (?-2002) una propria casa discografica, la Telstar. Nel 1964, forma assieme a Zangeres il duo Johnny & Mary, duo che inciderà alcuni singoli quali De voddenraper van Parijs.
Nel 1965, scrive e compone per il cantante belga Eddy Wally il brano Chérie, che diventa uno dei maggiori successi di quest'ultimo. Nel 1966, pur essendo tifoso della squadra di calcio del Feyenoord, Hoes scrive l'inno della formazione acerrima rivale dell'Ajax (intitolato Op 'n slof en 'n ouwe voetbalschoen).
In seguito, dal 1972 al 1975, Hoes conduce il programma televisivo Met een lach en een traan (ovvero "Con un sorriso e una lacrima"). Nel 1977, con il passaggio di Zangeres Zonder Naam all'etichetta discografica Bovema, termina la collaborazione di Hoes con la cantante.
Nel 2003, vengono celebrati i 65 anni di carriera: ad omaggiarlo sono cantanti quali Koos Alberts, Jules Deelder, Jacques Herb, Arie Ribbens, Annie de Reuver, Bonnie St. Claire e Ria Valk.
Il 18 aprile 2007, vigilia del suo 90º compleanno, Hoes viene insignito dell'onorificenza del comune di Weert.
Nel luglio del 2011, colto da infarto, il novantaquattrenne Johnny Hoes viene ricoverato in una clinica di Eindhoven. Muore due settimane dopo, il 23 luglio 2011, durante la convalescenza presso la St. Jans Gasthuis a Weert.

## Discografia parziale

### Album
- 1958 – Johnny Hoes presenteert...
- 1959 – Johnny Hoes presenteert... No2
- 1961 – De boerenbruiloft
- 1961 – Vrolijke bruiloft deel 1
- 1967 – 12 Hits van Johnny Hoes
- 1973 – Maar bij m'n moeder thuis
- 1981 – Snikken en grimlachjes
- 1983 – Sentimental Johnny Nr.2
- 1993 – Johnny Hoes presenteert de boerenbruiloft
- 1993 – Johnny Hoes presenteert meisjes & matrozen
- 1994 – Het beste van Johnny Hoes
- 1994 – Het beste van Johnny & Mary
- 1995 – Kerstfeest met Johnny
- 2003 – Johnny Hoes
- 2006 – Johnny Hoes

## Programmi televisivi
- Met een lach en en traan (1972-1975)

## Onorificenze
- 2007: Penning del comune di Weert[2]